# Maria (voornaam)
Maria is een meisjesnaam, maar komt ook voor als een van de voornamen van jongens in katholieke kring (doorgaans de laatste voornaam).
In jaren 60 van de negentiende eeuw ontstond in Nederland onder katholieken de traditie om alle kinderen, ook de jongens, de naam 'Maria' als een van de voornamen te geven. Rond die periode was het ook een tijdlang traditie om de oudste dochter van het gezin de naam 'Maria' te geven.

## Betekenis van de naam
Er zijn meer dan 60 verklaringen van de naam. Enkele bekende verklaringen zijn:
1. van oorsprong Egyptische naam: ‘welgevormd’, ‘schoon’; door (de Oud-Egyptische) god (Amon) bemind.
2. Hiëronymus († 420) veronderstelt: ‘stilla maris’ = ‘druppel van de zee, verbasterd tot ‘stella maris’ = ‘sterre der zee’ of ‘verhevene (over de zee)’.[1][2]
3. van oorsprong Hebreeuws, van  מִרְיָם mirjām, wat in het Grieks als Mariam werd vertaald. In de Vulgaat is dit waarschijnlijk vertaald naar Maria omdat Mariam als accusatief gezien kon worden.[3] De betekenis houdt dan verband met ‘bitter’ of met ‘weerspannigheid’,[4] naar het verhaal over Mirjam.

## Varianten
De volgende voornamen zijn voorbeelden van namen die van Maria zijn afgeleid:
- Maaike
- Mair (Welsh)
- Máire (Iers-Gaelisch)
- Mara
- Mariam, Marian, Marianne, Marjan
- Marie (Frans, Tsjechisch)
- Marieke, Marike, Marique
- Mariëlle
- Mariet
- Mariëtte
- Marije
- Marijke
- Marina, Marischka
- Marlieke
- Marlies
- Marre
- Mary (Engels)
- Maryam (Aramees, Arabisch)
- Meike
- Meryem (Turks)
- Mia
- Mieke, Miek, Mie
- Rianne, Ria, Rita, Riet

## Bijbelse personen die de naam Maria dragen
- Maria (moeder van Jezus)
- Maria Magdalena
- [Maria (van)] Salomé
- Maria van Bethanië
- Maria van Klopas
- Maria (moeder van Johannes Marcus)
- Maria van Rome

## Bekende naamgenoten

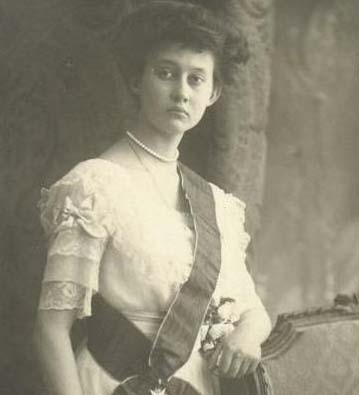
Maria Adelheid, groothertogin van Luxemburg

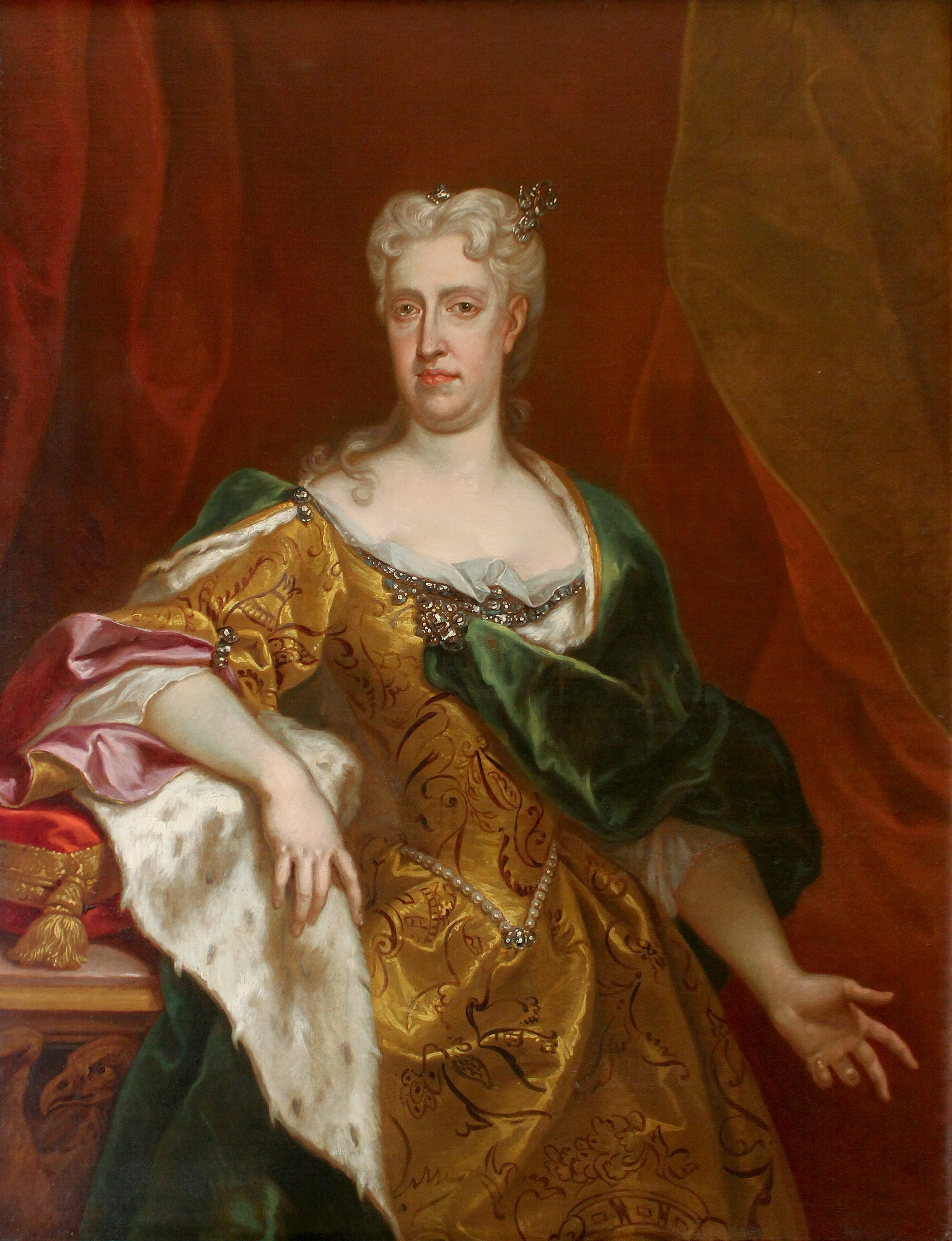
Maria Elisabeth van Oostenrijk

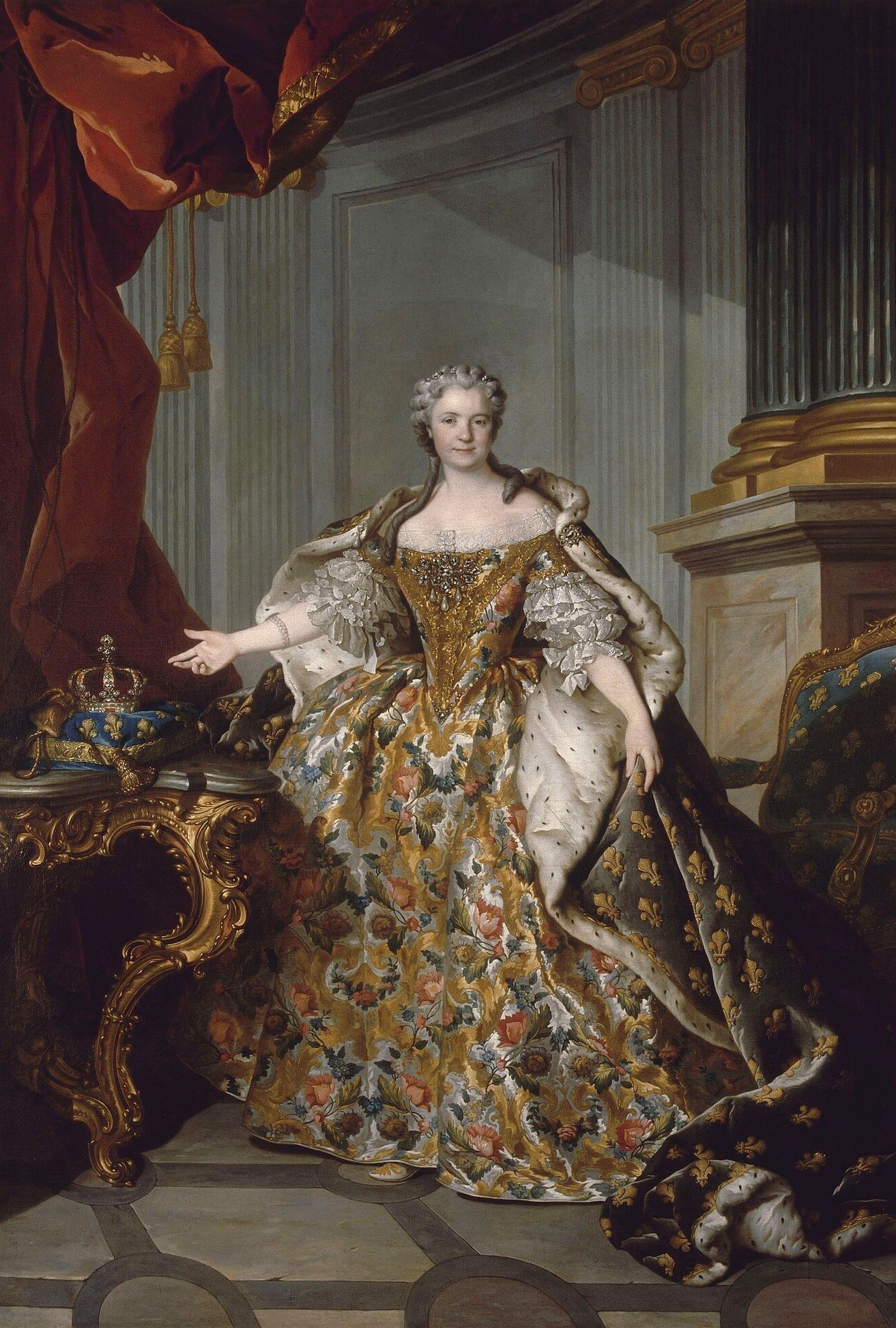
Koningin Maria Leszczynska

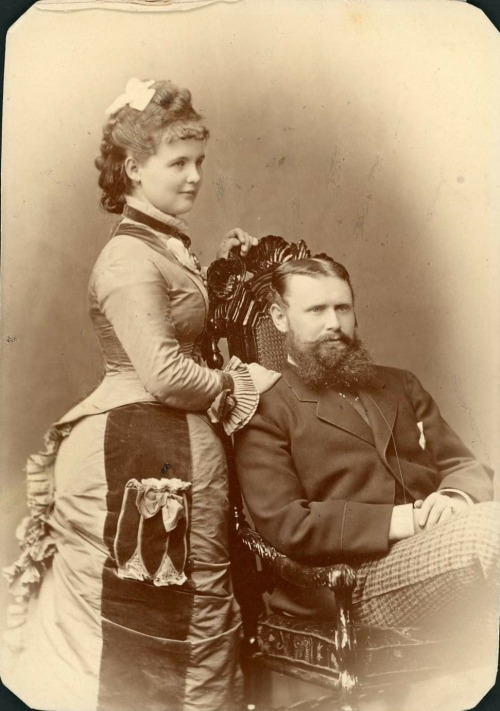
Maria van Waldeck-Pyrmont

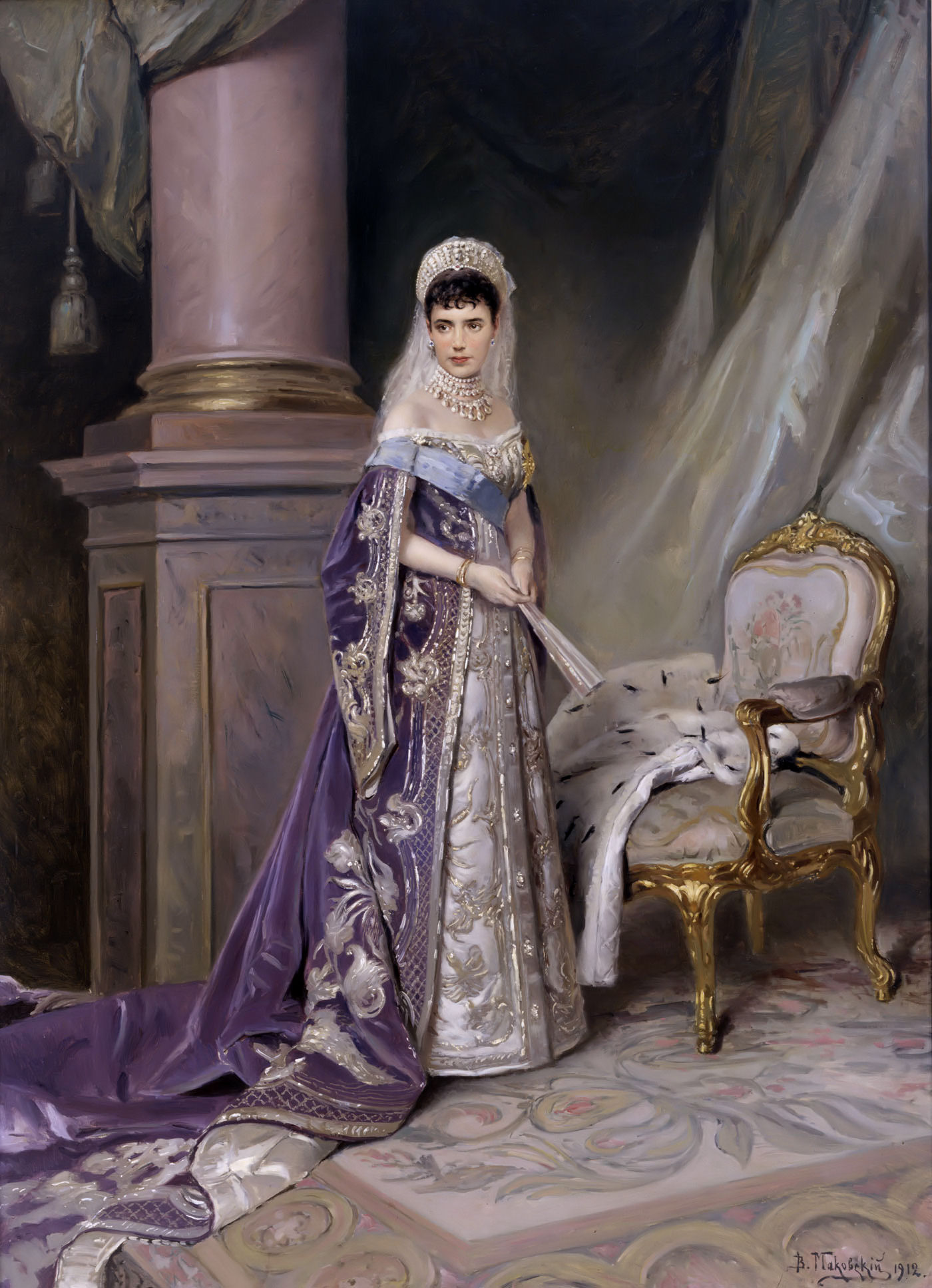
Maria Fjodorovna

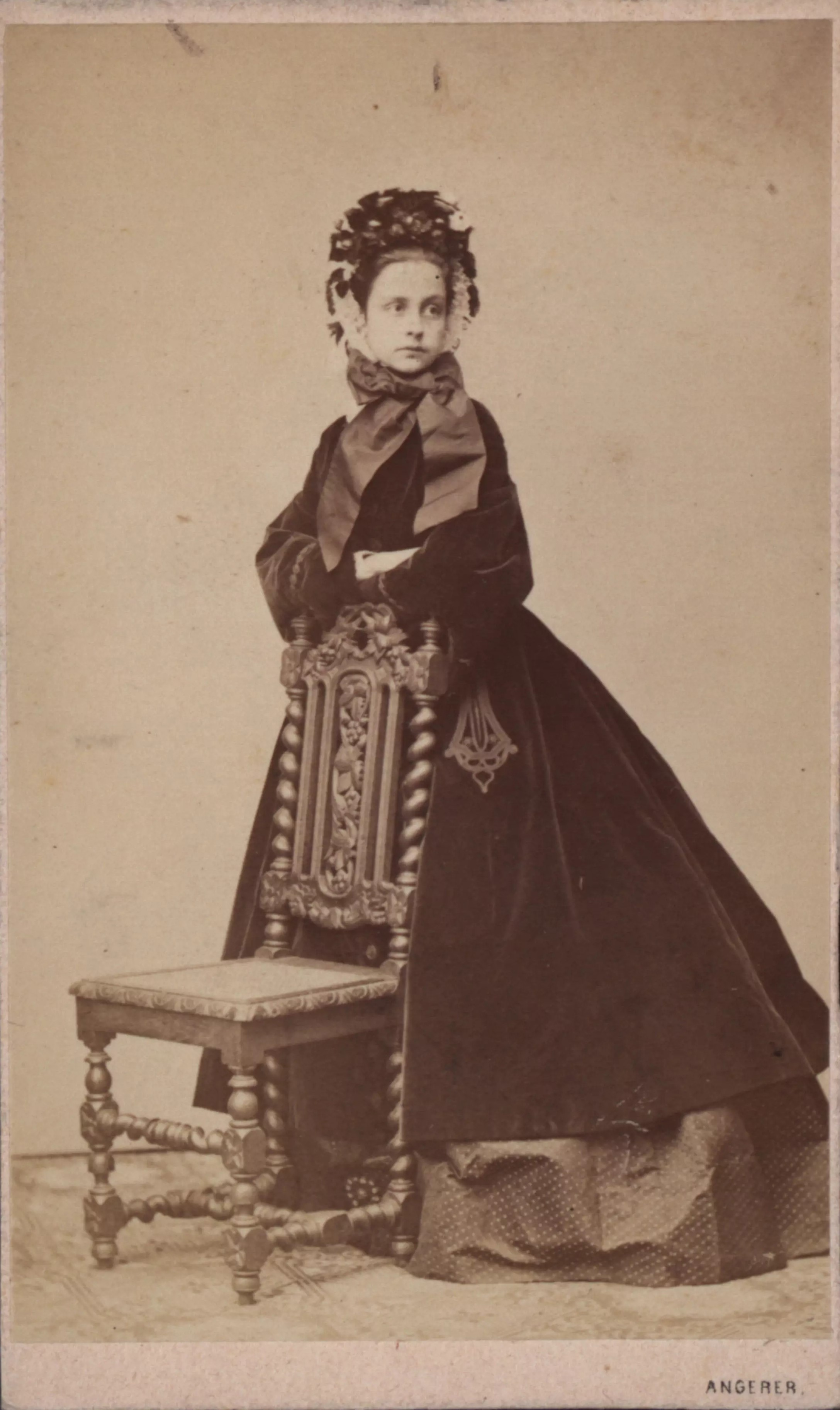
Maria Immaculata van Bourbon-Sicilië

- Ellen van Dijk (Eleonora Maria "Ellen" van Dijk)
- Maria van der Hoeven
- Rita Verdonk
- Maria Sjarapova
- Mieke Telkamp

### Hoge adel en Europese vorstenhuizen
Hieronder een selectie uit Europese adellijke geslachten en vorstenhuizen.
- Maria Adelheid van Luxemburg
- Marie Adélaïde van Frankrijk
- Maria Aleksandrovna van Rusland
- Maria Alix Luitpolda van Saksen
  - Zie ook: Maria Amalia
  - Zie ook: Maria Anna
  - Zie ook: Maria Antonia
- Maria Annunziata van Oostenrijk, halfzus van aartshertog Frans-Ferdinand van Oostenrijk
- Marie Astrid van Luxemburg
- Marie Auguste van Anhalt
- Maria Augusta von Thurn und Taxis
- Maria I van Auvergne
- Maria van Aragón (1396-1445)
- Maria van Artesië
- Maria van Anjou
- Maria van Antiochië
- Marie van Baden (1902-1944)
- María de Bazán
- Maria Laura van België
- Maria Beatrice d'Este
- Maria van Beieren
- Marie Boddaert
- Maria van Bohemen
- Maria Boleyn
- Marie Bonaparte
- Marie van Bourbon-Orléans
- Maria van Bourgondië (1457-1482)
- Maria van Brabant
- Maria van Brienne
- Maria de Bohun
- Maria Capet
- Maria Carolina van Oostenrijk, koningin van Napels en Sicilië
- Maria Carolina van Bourbon-Sicilië (1798-1870)
- Maria Carolina van Bourbon-Sicilië (1822-1869)
- Marie Clementine van Oostenrijk
- Maria Clothilde van Savoye
  - Zie ook: Maria Christina
- Marie van Denemarken
- Mary Donaldson, kroonprinses van Denemarken
- Marie Esmeralda van België, halfzus van koning Albert II
- Maria Elisabeth van Oostenrijk (1680-1741), landvoogdes van de Zuidelijke Nederlanden
- Maria Elisabeth van Oostenrijk (1743-1808)
- Maria I van Engeland, Bloody Mary
- Maria II van Engeland, echtgenote van koning Willem III
- Maria van Eu
- Maria van Évreux (1303-1335)
- Maria Fitzherbert
- Maria Fjodorovna
- Maria Fortunata van Modena
- Maria Francisca van Portugal
- Marie Gabrielle in Beieren
- Marie Gabriele van Luxemburg, dochter van groothertogin Charlotte
- Maria van Griekenland en Denemarken
- Maria van Guise
- Marie van Hannover
- Maria van Hannover (1776-1857)
- Marie van Hessen-Darmstadt (1874-1878), gekend als keizerin Marie Alexandrovna
- Maria van Hohenzollern-Sigmaringen, laatste gravin van Vlaanderen; schoonzus van Leopold II, koning der Belgen
- Maria van Hongarije (1505-1558)
- Marie Henriëtte van Oostenrijk, tweede koningin der Belgen
- Marie van Hessen-Darmstadt (1824-1880)
- Maria Immaculata van Bourbon-Sicilië, dochter van Ferdinand II der Beide Siciliën
- Marie Isabelle van Orléans, moeder van koningin Marie Amélie van Portugal
- Marie Isabella van Oostenrijk, moeder van Maria Antonia van Bourbon-Sicilië
- Maria Isabella van Spanje (1851-1931)
- Maria Johanna van Savoye, hertogin van Savoye
  - Zie ook: Marie Josephine
- Marie Kinsky von Wchinitz und Tettau, vorstin van Liechtenstein
- Maria Laetitia Ramolino
- Maria Leszczyńska, koningin van Frankrijk; vrouw van Lodewijk XV
- Maria Leopoldina van Oostenrijk, koningin van Hongarije-Bohemen
- Maria van Leuchtenberg
  - Zie ook: Marie Louise
- Maria Ludovica Gonzaga
- Maria Ludovika van Beieren
- Maria Magdalena van Oostenrijk (1589-1631)
- Maria de' Medici, koningin van Frankrijk
- Marie Melita zu Hohenlohe-Langenburg
- Maria van Modena, koningin van Engeland
- Maria van Molina
- Maria van Montpellier, koningin van Aragon
- Marie van Mecklenburg-Schwerin
- Maria van Nassau (1491-1547)
- Maria van Nassau (1539-1599)
- Maria van Nassau (1553-1554)
- Maria van Nassau (1556-1616)
- Maria van Nassau (1642-1688)
- Maria van Nassau-Weilburg
- Maria Albertina van Nassau-Usingen
- Maria Amalia van Nassau-Diez
- Maria de las Mercedes van Bourbon-Sicilië, gravin van Barcelona
- Maria de las Mercedes van Orléans, koningin van Spanje
- Maria de las Mercedes van Bourbon (1880-1904)
- Maria de las Mercedes van Bourbon (1910-2000)
- Maria Nikolajevna van Rusland (1899-1918), dochter van tsaar Nicolaas II
- Maria van Oostenrijk (1531)
- Maria van Orléans (1457-1493)
- Maria van Orléans (1813-1839)
- Maria Paulowna van Rusland (1890–1958)
- Maria de la Paz van Spanje
- Maria Pia van Bourbon-Sicilië
- Maria Pia de Saxe-Coburgo e Bragança
- Maria van Portugal
- Maria II van Portugal
- Maria van Roemenië
- Marie van Saksen-Altenburg
- Marie van Saksen-Weimar-Eisenach
- Maria I van Schotland
- Maria van Sicilië
- Maria Sophia van Palts-Neuburg
- Marie Sophie Amalie in Beieren
- Marie Sophie Frederika van Hessen-Kassel
- Maria van Spanje
- Mary van Teck, koningin van het Verenigd Koninkrijk, keizerin van India
  - Zie ook: Maria Theresia
- Marie Valerie van Oostenrijk, jongste dochter van keizer Frans-Jozef
- Maria van Valois
- Marianne Victoria van Bourbon, koningin van Portugal
- Mary Victoria Hamilton
- Marie Victoire de Noailles
- Marie von Vetsera
- Maria van Waldeck-Pyrmont
- Mary Windsor

## Plaatsnamen met Maria
- Mariahout in Noord-Brabant
- Mariaheide in Noord-Brabant
- Maria-Hoop in Limburg
- Mariaparochie in Twente
- Marialoop in Meulebeke
- Maria op het eiland Siquijor in de Filipijnen
- Mariaveld in de gemeente Susteren in Limburg
- Mariaberg in Maastricht
- Mariazell in Oostenrijk
- Mariënvelde in Gelderland
- Mariestad in Zweden
- De staat Maryland in de Verenigde Staten
- Maryland in het Verenigd Koninkrijk
- Maryland in Liberia